# Jägerrecht
Das Jägerrecht ist der durch Gewohnheit geregelte, unentgeltliche Anspruch eines Jägers auf Teile des durch ihn erlegten Wildes. Es handelt sich um ein Verhalten, das regional und zeitlich unterschiedlich ausgeübt wurde und wird. Das Jägerrecht ist nicht zu verwechseln mit dem Jagdrecht.
In vergangenen Zeiten war das Große Jägerrecht Teil der Entlohnung eines angestellten Berufsjägers. Es bestand aus dem Kleinen Jägerrecht und dem Haupt, dem Träger (Hals) samt Vorschlag bis zur dritten Rippe, der Decke und dem Feist, bzw. Weiß (Unterhautfett und Eingeweidefett). Bei Schwarzwild zusätzlich den Wammen, aber ohne Kopf. In heutiger Zeit ist die Gepflogenheit des Großen Jägerrechts nicht mehr üblich.
Demjenigen, der das erlegte Stück Wild aufbricht (ausweidet), gebührt das Kleine Jägerrecht. Es umfasst das Geräusch (Zunge, Herz, Leber, Lunge, Milz, Nieren). Ebenso wird eine mögliche Jagdtrophäe zum Jägerrecht gezählt.
Das Wildbret gehört nicht zum Jägerrecht, sondern steht dem Jagdausübungsberechtigten (Pächter oder Eigentümer) zu, der es dem Jäger kostenlos oder entgeltlich (so die übliche Praxis) überlassen kann bzw. zu seinem eigenen Vorteil verwertet. 
Die Eingeweide des Tieres sind zum Teil Lebensmittel, hier vor allem Zunge, Leber, Herz, Nieren, auch Hirn und Lunge. Sonstige, oder nicht als Lebensmittel genutzte Teile des Jägerrechts werden gerne als Tierfutter (z. B. für den Jagdhund) verwendet.